# Amsterdamse gelede trams 1G t/m 7G
De Amsterdamse gelede trams 1G t/m 7G (ook wel bolkoppen genoemd) was een serie trams in Amsterdam. De trams werden in verschillende series afgeleverd tussen 1957 en 1968 en hebben tot in 2004 gereden.

## Aanleiding
Halverwege de jaren vijftig maakte de Amsterdamse tram, ondanks de recente aanschaf van een serie trams net na de oorlog, een verouderde indruk. De autobussen maakten een grote ontwikkeling door en werden een serieuze concurrent van de tram, ook in Amsterdam. Diverse tramlijnen werden door busdiensten vervangen. De introductie van moderne gelede trams in Italië in 1940 en in Duitsland in 1954 gaf uitzicht op een modern alternatief voor de Amsterdamse tram. In 1955 werden 'als proef' 25 gelede trams besteld, die in eerste instantie speciaal bestemd waren voor lijn 1 en 2 door de smalle Leidsestraat, waar een busexploitatie niet geschikt voor werd geacht.
De komst van deze eerste echt moderne trams in Amsterdam zorgde voor het voortbestaan van het trambedrijf en een opleving ervan. Plannen tot verdere verbussing gingen de kast in. Al spoedig werd een vervolgserie van 50 stuks geplaatst. In 1959 werden nog twaalf enkelgelede wagens geleverd met de nummers 576-587.
De aanleg van een nieuwe sneltramlijn naar Osdorp in 1962 (lijn 17) leidde tot aanschaf van nog eens 18 dubbelgelede trams, de 635-652. Dit waren de laatste door Beijnes gebouwde trams. Voor de aan te leggen tramlijn naar Buitenveldert werden in 1964 nog eens 17 dubbelgelede wagens besteld. De fabriek van Beijnes was in 1963 gesloten, en de nieuwe trams werden nu gebouwd door Werkspoor te Utrecht. Zij kregen de nummers 653-669. Toen de aanleg van de tram naar Buitenveldert uitbleef (deze vond pas 25 jaar later plaats) werden deze nieuwe trams gebruikt voor vervanging van oud materieel.
Om ook de laatste vooroorlogse trams door modern materieel te kunnen vervangen werden nog eens 55 gelede wagens bij Werkspoor besteld. Deze werden geleverd in 1966-1968 en kregen de nummers 670-724. De Amsterdamse tram beschikte nu over 160 gelede wagens.
In de jaren 70 nam het verkeer toe en ging de uitbreiding van de metro minder snel dan verwacht. Om op korte termijn uitbreiding van de capaciteit te verkrijgen werden de 36 enkelgelede wagens van een extra middenbak voorzien. Omdat de fabriek van Werkspoor in 1972 was gesloten, moest weer een andere leverancier worden gevonden; dit werd Düwag te Düsseldorf. De 36 middenbakken werden in 1972-1973 in de serie 552-587 geplaatst, die tevens werden vernummerd in 852-887. De 601 (ex-551) kreeg aansluitend het nummer 851.

## Uitvoering

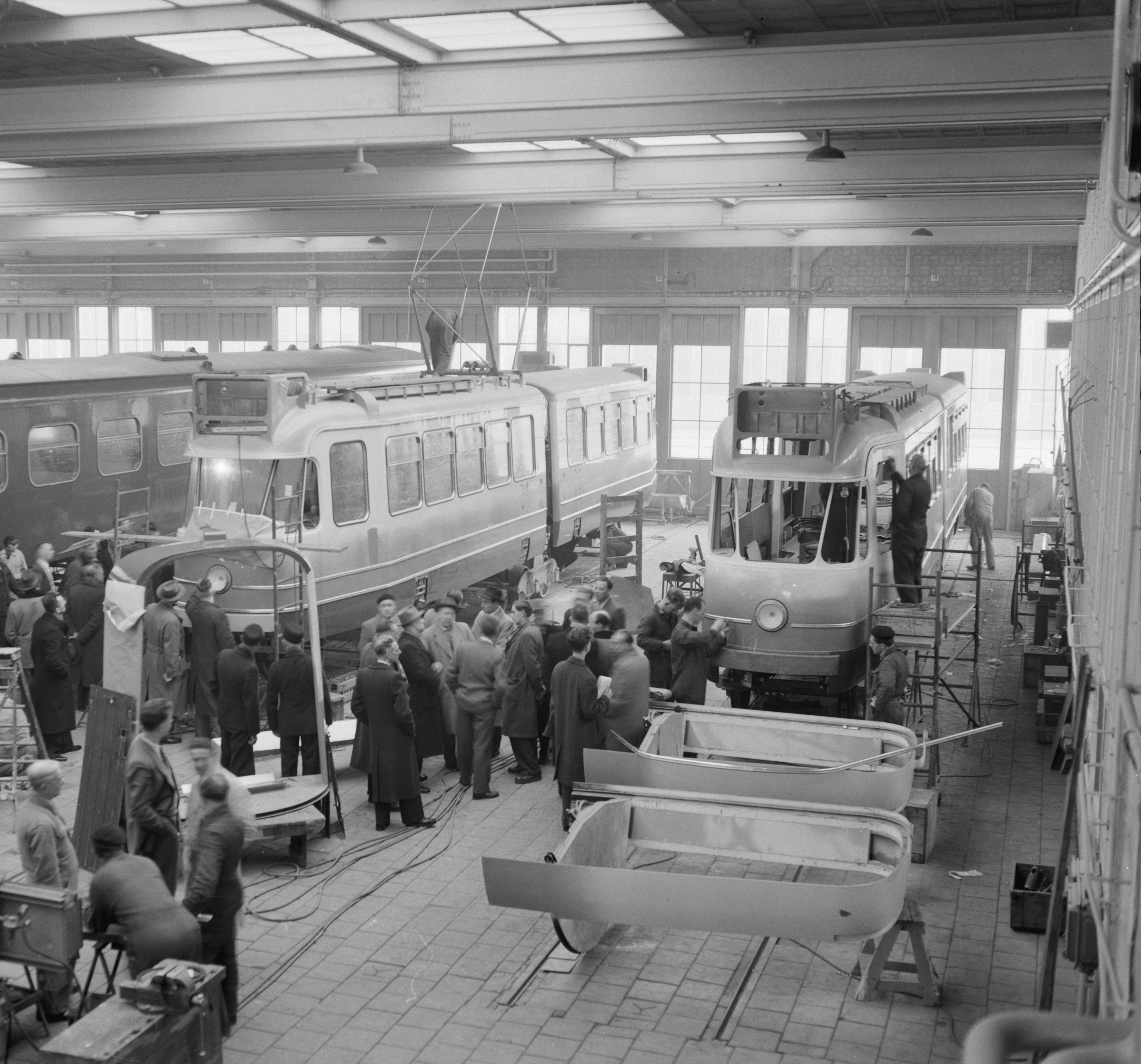
Gelede trams in aanbouw bij Beijnes, 1957

Deze nieuwe trams met de nummers 551-575 werden gebouwd door Beijnes. Naast allerlei moderne technische snufjes waren zij door architect Jaap Penraat en industrieel ontwerper Friso Kramer modern vormgegeven met een gestroomlijnde wagenbak in de kleurencombinatie lichtgrijs met wit. De klassieke sleepbeugel had plaatsgemaakt voor een schaarbeugel. De tot dan toe gebruikelijke beugelcijfers werden vervangen door een grote lijnfilmkast aan de voorzijde, waar ook de traditionele lijnkleur een plaats kreeg. Voorzien van krachtige motoren, konden de nieuwe trams ook nog sneller optrekken in het steeds drukker wordende verkeer.

### Dubbelgelede trams
In 1958 werd gelede wagen 551 als proef van een extra middenbak voorzien voor een grotere capaciteit. Deze proef was zo succesvol dat de 33 nog af te leveren bestelde trams in 1959-1961 als dubbelgelede wagens werden geleverd. Zij kregen de nummers 602-634 en 551 werd aansluitend vernummerd in 601. Deze nieuwe gelede wagens vervingen veel oud trammaterieel van ongeveer een halve eeuw oud.
Tussen 1968 en 1971 werden alle gelede wagens verbouwd tot zelfbedieningswagens. Hierbij werd de conducteurscabine verwijderd en kwamen er stempelautomaten. Aan de buitenzijde verschenen een aantal "automaatballen" en werd met rode kruisen en groene ballen bij de deuren aangegeven waar men niet kon instappen en waar wel.

### Verschillen tussen series

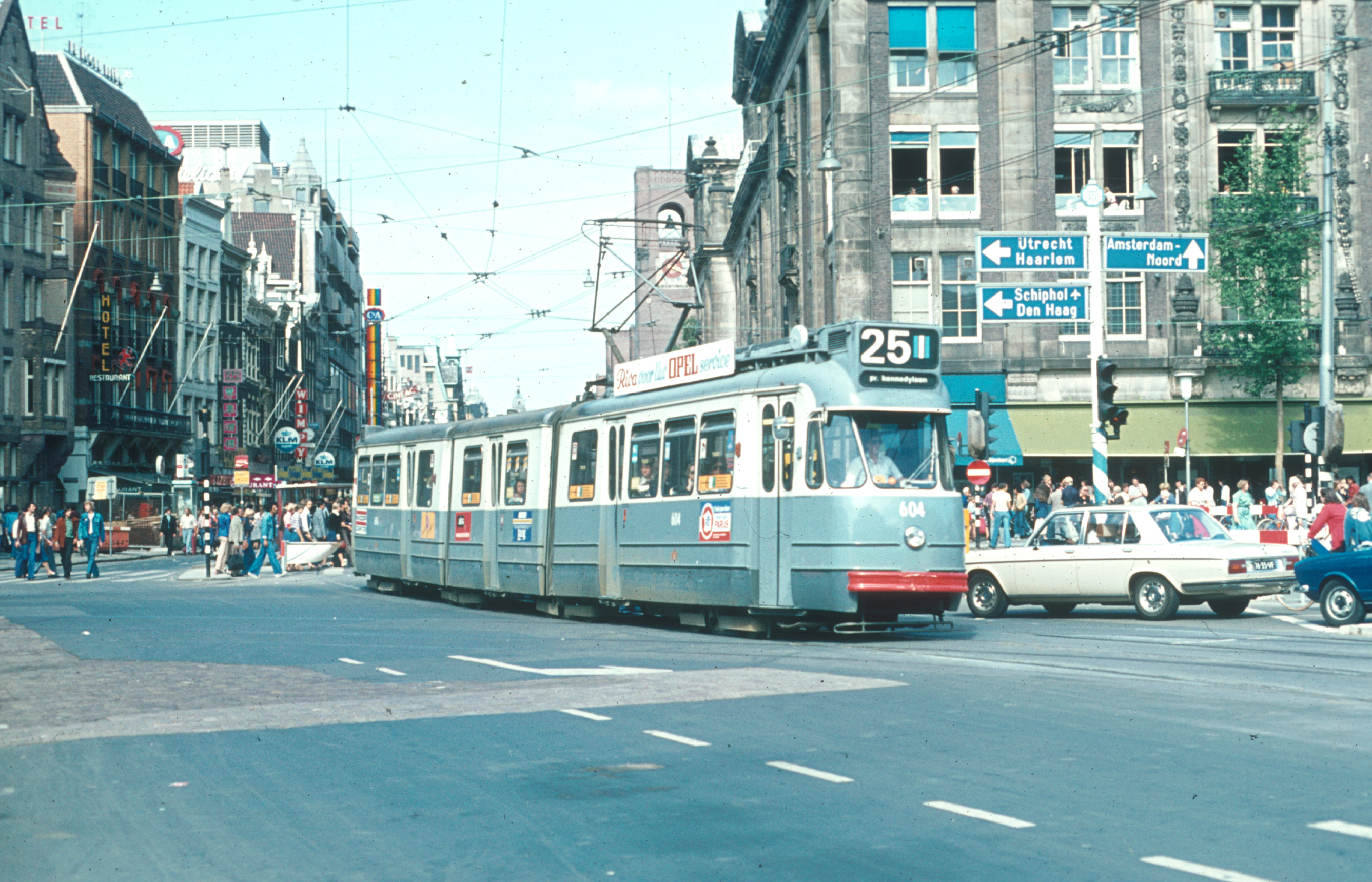
De serie 3G werd afgeleverd als dubbelgelede tram.

- 1G-2G. Nummering 551 - 575 en 576 - 587 (later verhoogd met 300). Van oorsprong enkelgelede trams, maar werden later omgebouwd tot dubbelgelede trams.
- 3G. Nummering 602 - 634. Deze trams werden  "servowagens" genoemd (na grote revisie "radwagens" na vervanging van de rijknuppel door een schakelwiel) en direct als dubbelgelede tram afgeleverd.
- 4G. Nummering 635 - 652. Deze trams werden "stuurstroomwagens" genoemd en hadden de dakweerstanden op voor en achterbak, waren 10 centimeter breder en werden aangeschaft voor de nieuwe tramlijn naar Osdorp in 1962.
- 5G. Nummering 653 - 669. Ook deze trams werden "stuurstroomwagens" genoemd en werden aangeschaft voor de tramlijn naar Buitenveldert die er echter niet kwam en toen gebruikt werden voor vervanging van oud materieel. Gebouwd door Werkspoor na sluiting van de fabriek van Beijnes en hadden aan de blinde zijde uitsluitend tweepersoons bankjes.
- 6G. Nummering 670 - 699. Deze trams werden "elektronen" genoemd vanwege de simatic-besturing en gebouwd door Werkspoor en Düwag (achterbakken)
- 7G. Nummering 700 - 724. Deze "elektronen" waren geheel gelijk aan de vorige serie maar werden geheel gebouwd door Werkspoor.

## Verbouwingen

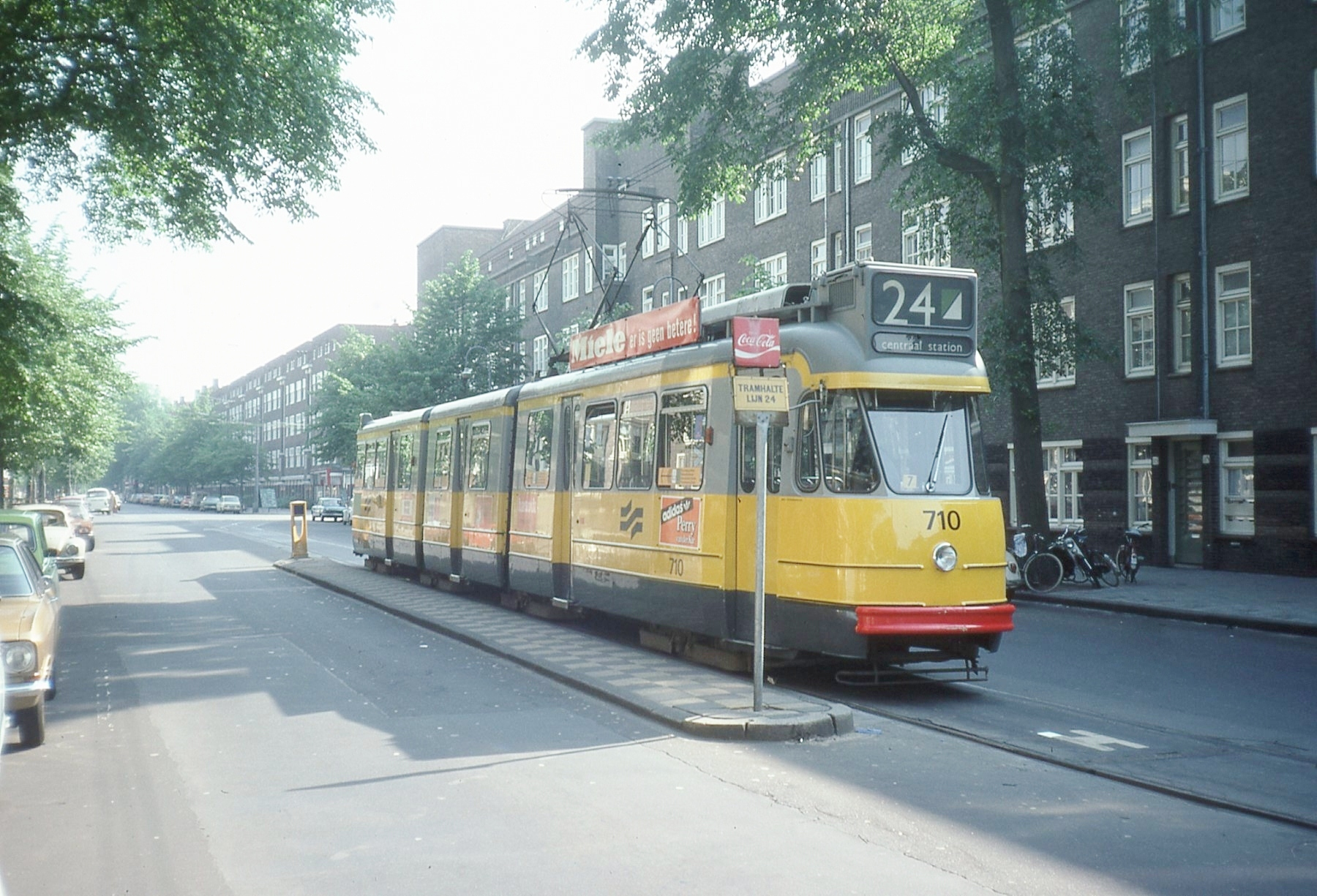
De trams kregen tijdens hun levensduur verschillende aanpassingen. Een van de meest opvallende veranderingen was de kleurstelling, die van grijs naar geel ging.

Begin 1971 werd na een herstel na een botsing een eerste tramstel uitgevoerd in een nieuw kleurenschema met als hoofdkleuren geel en grijs later bruin. Deze kleur paste bij de kleurstelling van de treinen en streekbussen die in dezelfde kleuren werden gebracht.
In de loop van de jaren werden bij de grote revisie nog diverse wijzigingen uitgevoerd aan het materieel. Er werden onder andere extra koplampen en richtingaanwijzers aangebracht, samen met diverse minder opvallende wijzigingen aan de binnen- en buitenzijde.
Door de vergrote sociale onveiligheid in de jaren 90, in combinatie met een hoog zwartrijderspercentage, werd besloten tot de herinvoering van conducteursposten achter in de tram. Deze werden opnieuw ingebouwd na enkele decennia.
In de laatste jaren kreeg een aantal trams nog de wit-blauwe kleurstelling die ook nu nog op de rijdende trams te zien is. Het was een voordelige oplossing voor een grootschalige verbouwing, die uiteindelijk slechts op tramstel 602 is uitgevoerd.

## Thematrams
In het jubileumjaar 1975 reed de 700 ter gelegenheid van de viering van het 700-jarige bestaan van Amsterdam in een speciale beschildering. Eerst was de nog gele tram voorzien van extra groene banden, maar vanaf juni was de tram wit met rode ballen, volgens een ontwerp van schilderes Marte Röling. Al spoedig droeg deze tram de bijnaam 'Keetje Stippel', naar de toen actuele film Keetje Tippel.

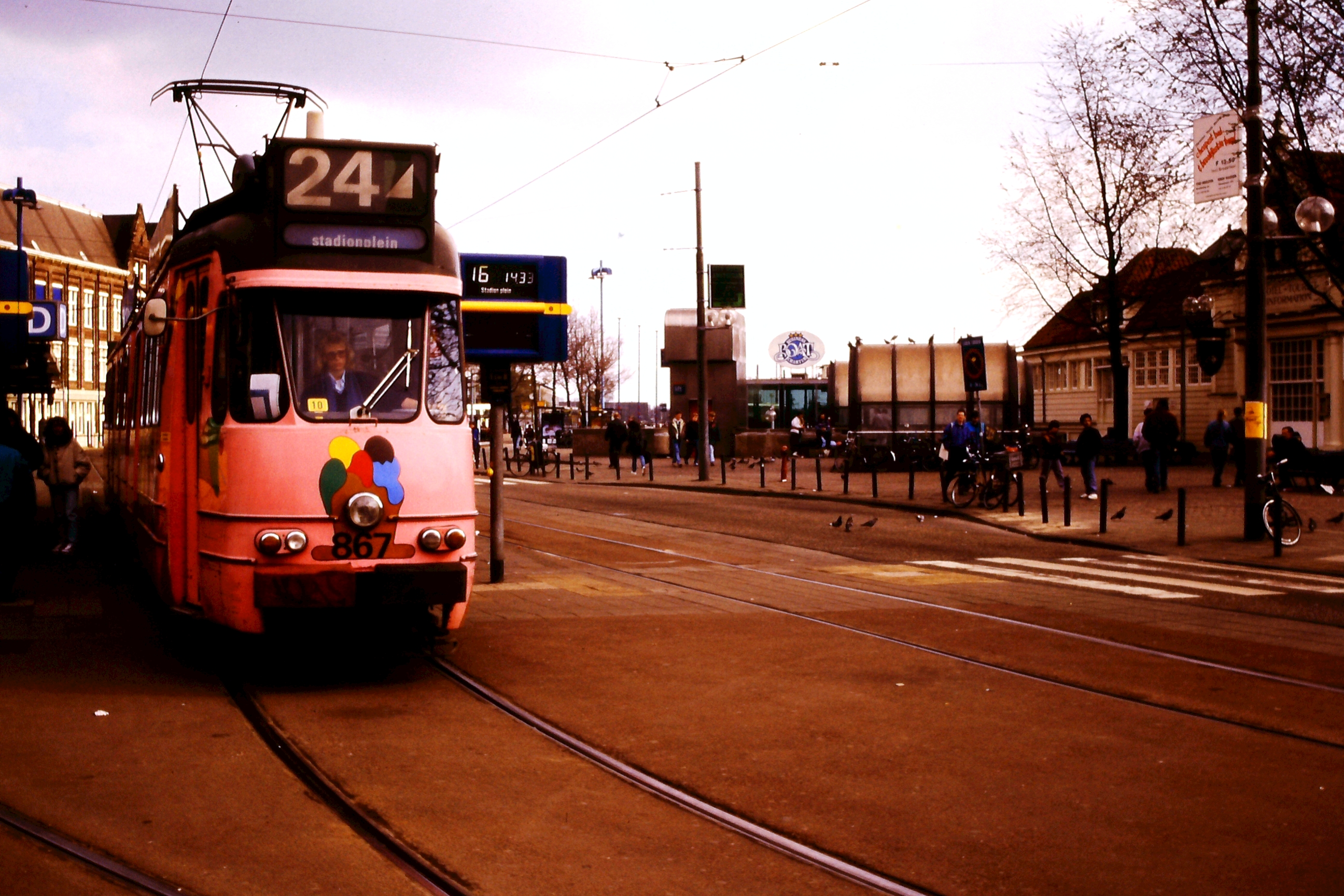
IJsjestram 1988

Het was de voorbode van de zogenaamde thematrams. In de jaren tachtig en negentig werden diverse trams beschilderd als 'thematrams'. Ook werden diverse trams beplakt als 'reclametrams'. Vanaf de jaren negentig kregen de nog gele trams rode deuren.

## Afvoer

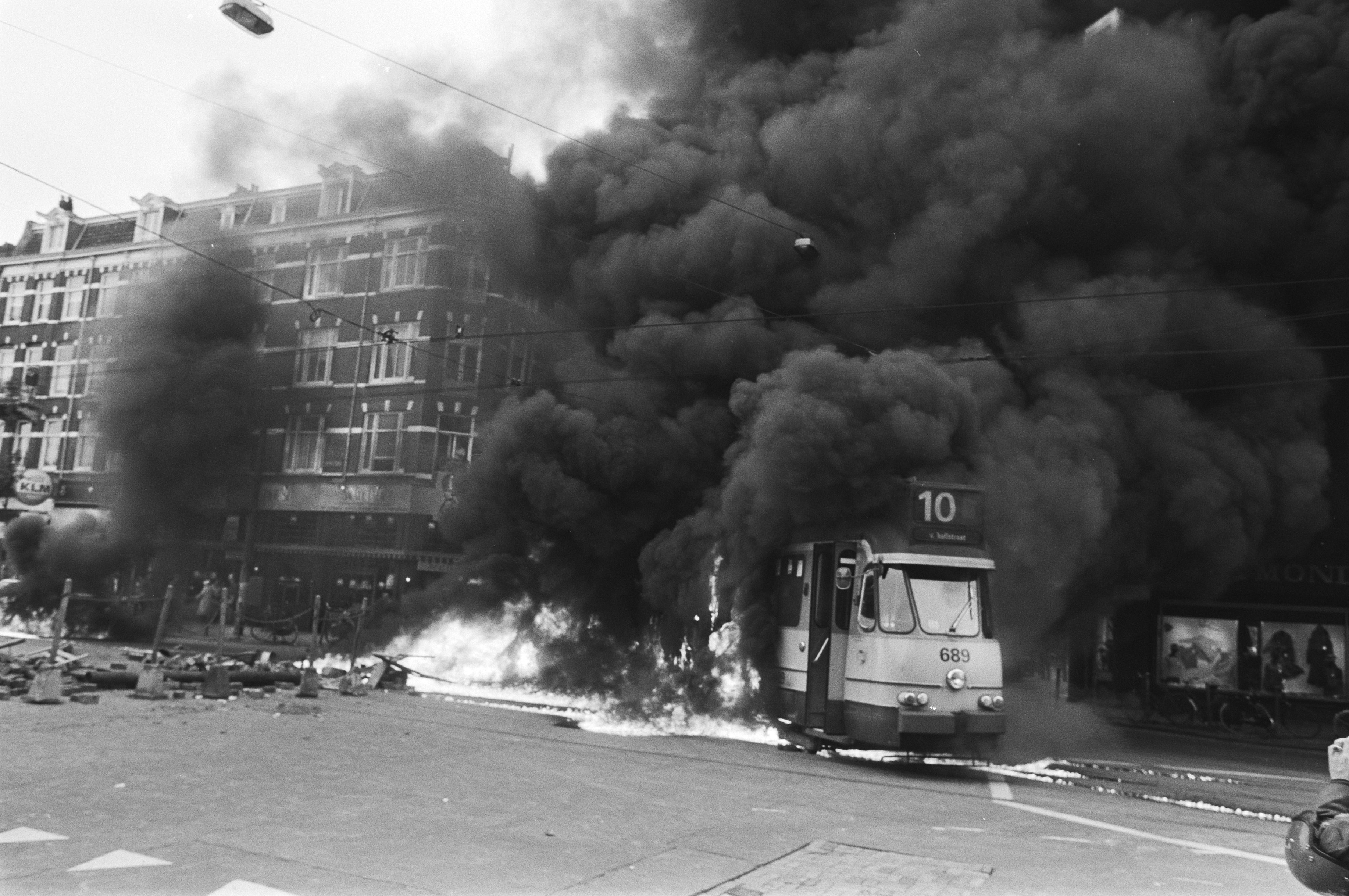
Tramstel 689 brandde uit tijdens de ontruiming van kraakpand Lucky Luyk.1982

Tijdens de laatste periode van de levensduur van de trams is een aantal wagens of wagenbakken tussendoor afgevoerd wegens zware schade waarbij bakwisselingen plaatsvonden. Door brand moesten begin jaren tachtig voortijdig worden afgevoerd de 614, 878, 887 en het bekendste 'slachtoffer' 689 die uitbrandde tijdens de ontruiming van het kraakpand Lucky Luyk in 1982.

### Poznań

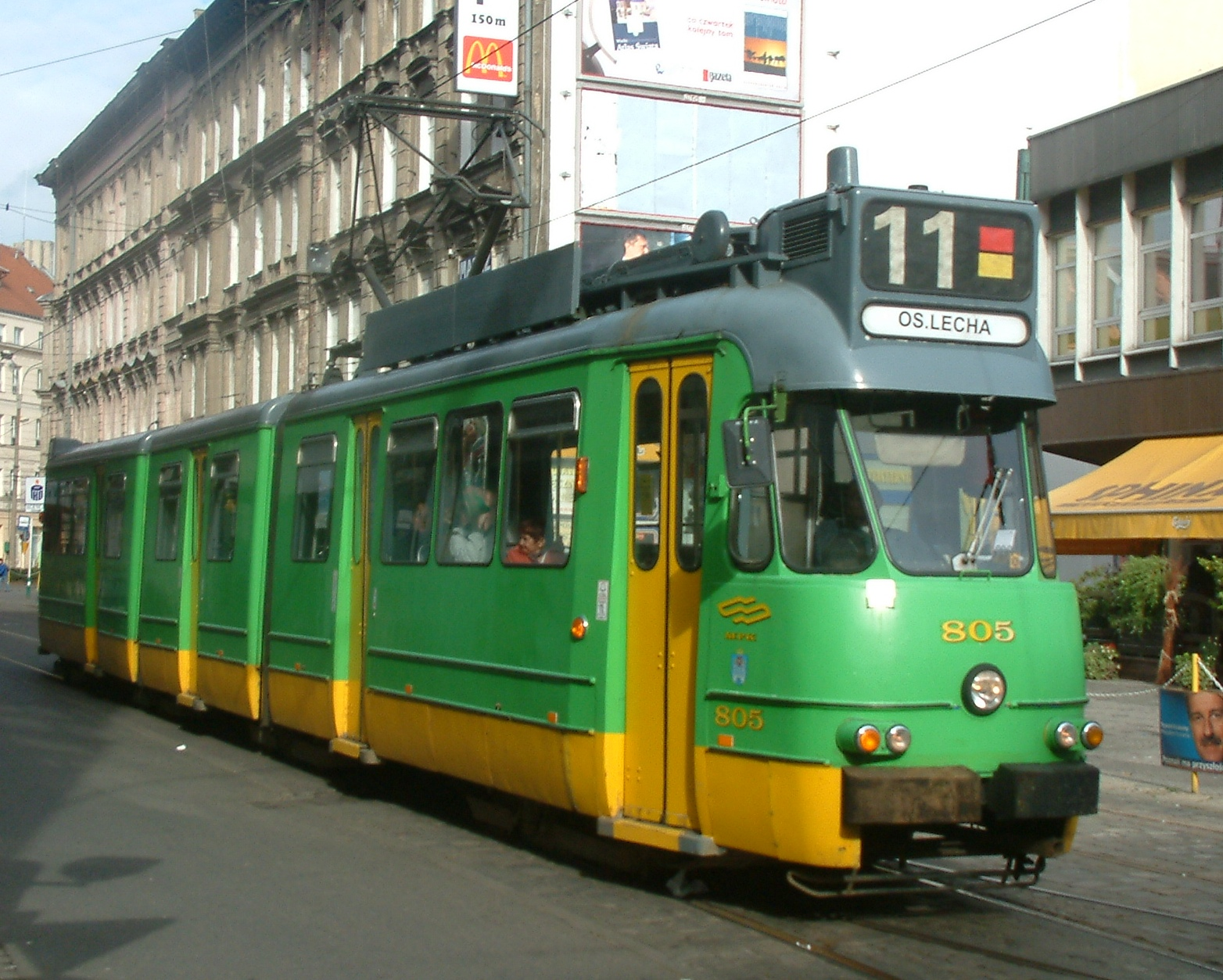
Een aantal trams ging na hun leven in Amsterdam naar Polen waar zij gingen rijden bij de tram van Poznań.

Na de komst van de 12G-wagens werden door ruimtegebrek in de remises vijf 851-ers afgevoerd: 855, 864, 865, 870 en de 874. Er zouden er spoedig meer volgen maar men besloot twintig wagens te schenken aan Poznań in Polen, waar zij nog zo'n tien jaar dienstdeden. Het betrof hier de 851, 853, 854, 856, 857, 858, 859, 860, 861, 862, 863, 866, 868, 871, 873, 876, 877, 879, 880 en 881. Ze deden hier aanvankelijk dienst in de volledig Amsterdamse uitmonstering inclusief de wagennummers. Later werden de meeste groen geschilderd of in reclame-uitvoering gebracht. Ook werden tegenover de uitstapdeuren sta-balkons ingericht met stempelautomaten. Wel behielden ze hun originele Amsterdamse lijnfilms inclusief lijnkleuren.
Ter vervanging van de oude gelede wagens werden 155 nieuwe Combino-trams aangeschaft. Zij werden afgeleverd tussen 2001 en 2005. Parallel daarmee gingen tussen 2002 en 2004 alle resterende trams van de series 602-724 en 725-779 buiten dienst. Op 5 april 2004 werd met de 721 op lijn 7 na 47 jaar afscheid genomen van deze typisch Amsterdamse trams. Enkele exemplaren hadden bijna 44 jaar dienstgedaan.
Elf werden er verkocht naar Poznań in Polen: de 605, 610, 613, 615, 619, 621, 622, 623, 624, 626 en 630 en aldaar in de groene kleur geschilderd en vernummerd in 800-810. Ook werd de conducteurscabine verwijderd. Ze hebben de laatste 851-ers vervangen en waren aldaar tot juni 2011 (behalve de 622) nog steeds aanwezig, toen zij na een diensttijd van meer dan eenenvijftig jaar ook daar buiten dienst werden gesteld. Het zijn hiermee de Amsterdamse motorwagens die het langst dienst hebben gedaan, zij het de laatste jaren in Poznań (alleen enige grootbordesbijwagens 717...825 hebben nog langer dienstgedaan, tot wel 54 jaar).

### Museumtrams

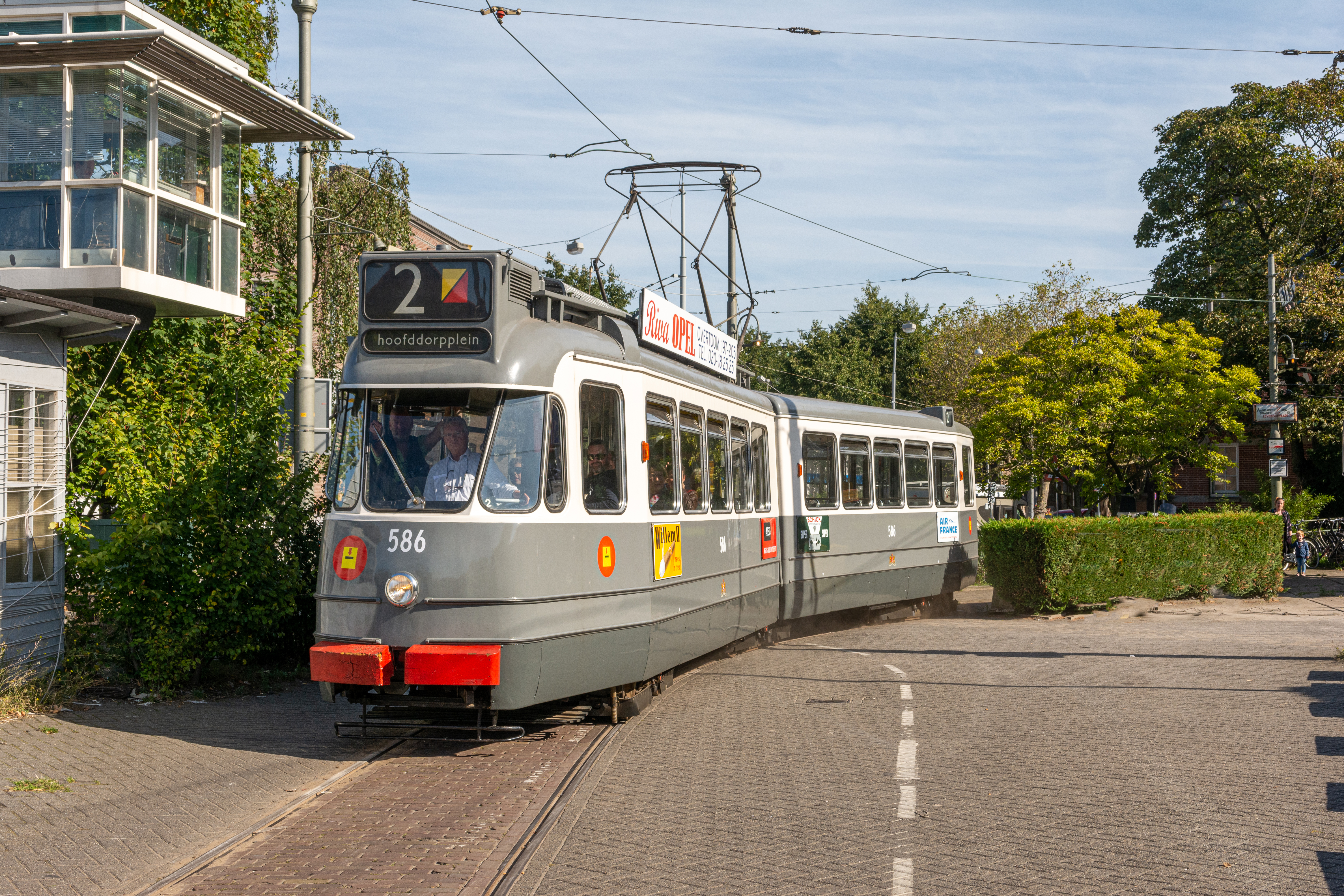
Tramstel 586 bleef bewaard als enkelgelede museumtram in de kleurencombinatie grijs/wit.

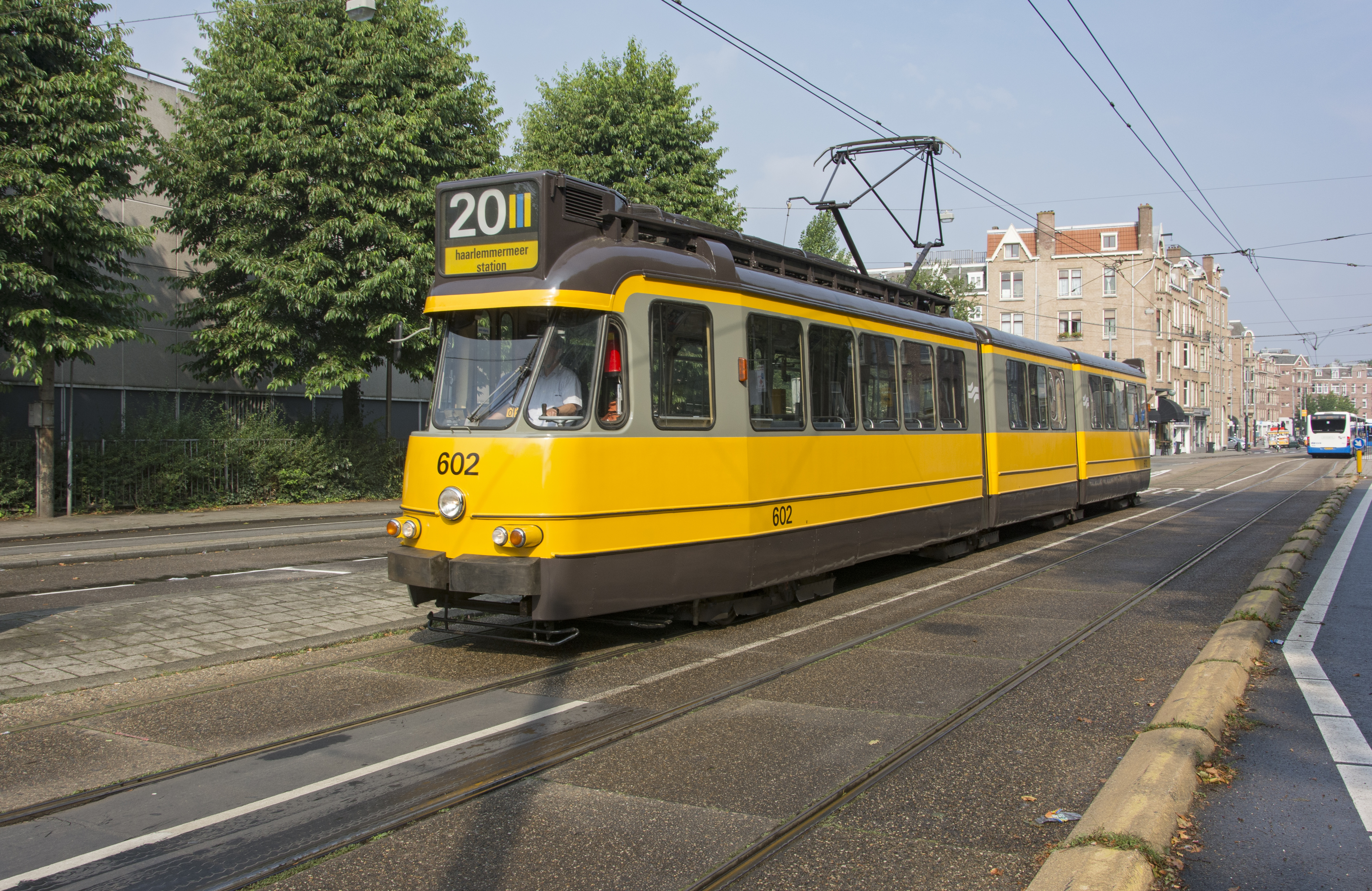
Tramstel 602 bleef bewaard als dubbelgelede museumtram in de kleurencombinatie geel/bruin.

Drie exemplaren bleven als museumtrams in Amsterdam bewaard: de 602, 665 en 709. Daarnaast de bovengenoemde 869 en de weer enkelgeleed geworden 586 en de proefmidden tussenbak 886C is ook bewaard.
Op 8 juni 2011 keerde gelede wagen MPK 800 (ex-GVB 615) terug uit Poznań. Aanvankelijk werd deze in de groene MPK-kleur van Poznań bewaard in Amsterdam, doch in maart 2022 bood de Elektrische Museumtram Amsterdam de tram te koop aan op Marktplaats. In Poznań blijft de MPK 805 (ex-GVB 610) als museumtram bewaard in de gele Amsterdamse uitvoering en weer als 610.

## Trivia
- Als proef voor de BN-trams werd de middenbak van de 886 (die vanaf september 1986 weer tijdelijk als de enkelgelede 586 reed) bij standaard-busbouwer Hainje in Heerenveen verbouwd tot proef-lagevloerbak met rode zwenkzwaaideuren aan beide zijden. Na inbouw van de lagevloerbak, waarbij het vrije profiel groter was, verhuisde de 886 begin 1987 van remise Havenstraat naar remise Lekstraat omdat lijn 3, 4 en 12 de enige geschikte routes hadden voor de proef die totaan de zomer van 1990 duurde. Met de komst van de BN dubbelkoptrams 901-920 werd de verbouwde middenbak opgeslagen en kreeg de 886 de middenbak van de afgevoerde 885.
- Door het grote aantal jaren dat de trams door Amsterdam reden waarbij zij een groot aandeel vormde van het wagenpark van de Amsterdamse trams, is de serie veelvuldig voorgekomen in strips, verhalen, televisieseries en films.
- In 1973 figureerden de 717, 719, 722 en de 724 samen met de drieassers 922, 932+999, 939+967 en de 942 (plus railreiniger RR3, ontdaan van Lola-reclame) in de speelfilm Naakt over de schutting met onder meer Rijk de Gooyer waarin een scène met een achtervolging van een gelede wagen (lijn 4) door een drieasser (lijn 9). Daar men bij de opname met verschillende wagens werkte waren de wagennummers afgeplakt.
- Uit de 612 en de 617 werd een stuntversie van de 602 gemaakt (met een speciaal aan elkaar gelaste tweerichtingmiddenbak) voor Do Not Disturb, een Engelstalige speelfilm van Dick Maas. Na hun filmavontuur gingen de voor- en achterbak van de 612 en de 617 naar een autoschadeherstelbedrijf waar ze nog steeds in gebruik zijn als wachtruimte; de 612 in Aalsmeer en de 617 vlak bij metrostation Overamstel. Het voorstuk van de 617 is nog steeds als 602 genummerd en ontdaan van omtrekverlichting.